# سنگله
سنگله (به لاتین: Senglea) یک منطقهٔ مسکونی در مالت است که در منطقه جنوب شرقی مالت واقع شده‌است. سنگله ۰٫۲ کیلومتر مربع مساحت و ۲٬۷۲۰ نفر جمعیت دارد.

## خواهرخوانده
شهر کاسینو خواهرخواندهٔ سنگله هست.